# Metze (Niedenstein)
Metze ist ein Stadtteil von Niedenstein im nordhessischen Schwalm-Eder-Kreis.

## Geographische Lage
Metze liegt rund 3 km südsüdöstlich des Hauptortes im Naturpark Habichtswald. Das Dorf befindet sich nordöstlich des Wartberges am Ems-Zufluss Matzoff. In der Ortschaft treffen sich die Landesstraßen 3218 und 3220.

## Geschichte
Historische Schreibung des Ortsnamens
Metue (um 800) (genaue Identifizierung fraglich); Metzihe (1074/81) (Urkundenbuch Bistum Mainz Nr. 357); Mezehe (1081); Mezzehe (1151); Mezce (1193); Mezze (1196); Mezzahe (12. Jahrhundert); Mezhee (um 1219); Meze (1221); Metthe (1286); Metze (1290); Metche (1297); Mezhe (um 1310); Metzs (1511); Metz (1569); Metza (1575/85).
Ortsgeschichte
Um 800 übertrugen ein Mengenrat und dessen Frau Hiltigart dem Kloster Fulda ihre Güter zu „Metue“ (allerdings ist bisher fraglich, ob damit in der Tat das heute Metze gemeint ist). Um 1074, vermutlich im Zeitraum 1074 bis 1081, bestätigte Erzbischof Siegfried I. von Mainz eine Schenkung eines Reginzo zu Metze; hierbei könnte es sich allerdings auch um eine Fälschung handeln. 1081 bestätigte Erzbischof Siegfried dem Kloster Hasungen seine Güter, darunter auch vier Mansen zu Metze. 1225 tauschte das Kloster Merxhausen mit dem Kloster Hersfeld eine Hufe. Das Stift Fritzlar besaß ab 1255 eine und ab 1320 zwei Mansen im Ort. Die ortsadeligen Herren von Metze verzichteten gegenüber dem Kloster Hardehausen auf Güter. Um 1297 erwarben die Waldecker Grafen und die Herren von Berninghausen vom Fritzlarer Augustinerhospital im Tausch je eine Hube in Metze. Ab 1344 hatten die Herren Hund von Metze und die Hund von Holzhausen einen freien Hof zu Metze. 1354 verkauften die von Holzhausen einem Johann von Hardenberg eine Korngülte aus ihrem Hof zu Metze. 1403 gehörte der Ort erstmals zum Amt Gudensberg. Gegen Ende des 14. Jahrhunderts besaßen die Herren von Dalwigk, von Linne und von Gleichen landgräfliche Burglehen in Metze. 1489 belehnte Landgraf Wilhelm I. den Grafen Heinrich VIII. von Waldeck-Wildungen mit Gütern zu Metze. Um 1515 erhielten die Waldecker die bisherigen von Schartenberg’schen Lehen. 
Während des Dreißigjährigen Krieges wurde der Ort im Jahre 1637 wochenlang von der Bevölkerung aufgegeben. Nach Kriegsende stand nur noch ein einziges Haus.
Ab 1821 gehörte der Ort zum Kreis Fritzlar, 1932 zum Kreis Fritzlar-Homberg (1939 umbenannt in Landkreis Fritzlar-Homberg) und ab 1974 zum heutigen Schwalm-Eder-Kreis. 
Hessische Gebietsreform (1970–1977)
Im Zuge der Gebietsreform in Hessen wurde die bis dahin selbständige Gemeinde Metze zum 31. Dezember 1971 auf freiwilliger Basis in die Stadt Niedenstein eingemeindet.  Für alle durch die Gebietsreform eingegliederten Gemeinden sowie die Kernstadt wurde je ein Ortsbezirk mit Ortsbeirat und Ortsvorsteher nach der Hessischen Gemeindeordnung eingerichtet.

## Bevölkerung
Einwohnerstruktur 2011
Nach den Erhebungen des Zensus 2011 lebten am Stichtag, dem 9. Mai 2011, in Metze 840 Einwohner. Darunter waren 15 (1,8 %) Ausländer. Nach dem Lebensalter waren 123 Einwohner unter 18 Jahren, 321 zwischen 18 und 49, 192 zwischen 50 und 64 und 204 Einwohner waren 65 und älter. Die Einwohner lebten in 372 Haushalten. Davon waren 105 Singlehaushalte, 105 Paare ohne Kinder und 138 Paare mit Kindern, sowie 24 Alleinerziehende und 3 Wohngemeinschaften. In 72 Haushalten lebten ausschließlich Senioren und in 228 Haushaltungen lebten keine Senioren.
Einwohnerentwicklung
| Quelle: Historisches Ortslexikon |                                           |
| • 1575/85:                       | 39 Hausgesesse                            |
| • 1639:                          | 16 verheiratete, 2 verwitwete Hausgesesse |
| • 1747:                          | 30Haushalte                               |

| Metze: Einwohnerzahlen von 1834 bis 2020 | Metze: Einwohnerzahlen von 1834 bis 2020 | Metze: Einwohnerzahlen von 1834 bis 2020 | Metze: Einwohnerzahlen von 1834 bis 2020 | Metze: Einwohnerzahlen von 1834 bis 2020 |
| --- | ---------------------------------------- | ---------------------------------------- | ---------------------------------------- | ---------------------------------------- |
| Jahr |                                          |                                          |                                          | Einwohner                                |
| 1834 | 1834                                     |                                          | 368                                      | 368                                      |
| 1840 | 1840                                     |                                          | 395                                      | 395                                      |
| 1846 | 1846                                     |                                          | 429                                      | 429                                      |
| 1852 | 1852                                     |                                          | 459                                      | 459                                      |
| 1858 | 1858                                     |                                          | 444                                      | 444                                      |
| 1864 | 1864                                     |                                          | 469                                      | 469                                      |
| 1871 | 1871                                     |                                          | 443                                      | 443                                      |
| 1875 | 1875                                     |                                          | 447                                      | 447                                      |
| 1885 | 1885                                     |                                          | 469                                      | 469                                      |
| 1895 | 1895                                     |                                          | 479                                      | 479                                      |
| 1905 | 1905                                     |                                          | 439                                      | 439                                      |
| 1910 | 1910                                     |                                          | 455                                      | 455                                      |
| 1925 | 1925                                     |                                          | 501                                      | 501                                      |
| 1939 | 1939                                     |                                          | 502                                      | 502                                      |
| 1946 | 1946                                     |                                          | 838                                      | 838                                      |
| 1950 | 1950                                     |                                          | 767                                      | 767                                      |
| 1956 | 1956                                     |                                          | 679                                      | 679                                      |
| 1961 | 1961                                     |                                          | 651                                      | 651                                      |
| 1967 | 1967                                     |                                          | 764                                      | 764                                      |
| 1980 | 1980                                     |                                          | ?                                        | ?                                        |
| 1990 | 1990                                     |                                          | ?                                        | ?                                        |
| 2000 | 2000                                     |                                          | ?                                        | ?                                        |
| 2011 | 2011                                     |                                          | 840                                      | 840                                      |
| 2020 | 2020                                     |                                          | 800                                      | 800                                      |
| Datenquelle: Historisches Gemeindeverzeichnis für Hessen: Die Bevölkerung der Gemeinden 1834 bis 1967. Wiesbaden: Hessisches Statistisches Landesamt, 1968. Weitere Quellen: LAGIS; Stadt Gudensberg; Zensus 2011 |                                          |                                          |                                          |                                          |

Historische Religionszugehörigkeit
| Quelle: Historisches Ortslexikon |                                                                   |
| • 1861:                          | 459 evangelisch-reformiert, 3 katholische Einwohner               |
| • 1885:                          | 469 evangelische (= 99,79 %), ein anderer (= 0,21 %) Einwohner    |
| • 1961:                          | 482 evangelische (= 89,40 %), 64 katholische (= 9,83 %) Einwohner |

Historische Erwerbstätigkeit
| • 1961 | Erwerbspersonen: 157 Land- und Forstwirtschaft, 149 Produzierendes Gewerbe, 34 Handel und Verkehr, 20 Dienstleistungen und Sonstiges |

## Politik
Der Ortsbezirk Metze umfasst das Gebiet der ehemaligen Gemarkung Metze. Der Ortsbeirat besteht aus neun Mitgliedern. Bei der Kommunalwahl 2021 betrug die Wahlbeteiligung zur Wahl des Ortsbeirats 65,98 %. Dabei wurden gewählt: vier Mitglieder der SPD, zwei Mitglieder der CDU und drei Mitglieder der „Freien Wählergemeinschaft Niedenstein“. Der Ortsbeirat wählte Manfred Ries zum Ortsvorsteher.

## Kirche
Vermutlich bereits um das Jahr 1000 entstand der romanische Wehrturm. Er war ursprünglich wohl Bestandteil einer kleinen Burg. Ein etwas westlich vom Dorfkern gelegenes Flurstück trägt noch heute den Namen "Auf dem alten Kirchhof", und es ist anzunehmen, dass die erste Kirche sich dort befand. Der erste Pfarrer wird 1189 erwähnt. Erst im 14. Jahrhundert, nach dem Aussterben der Herren von Metze, wurde deren Burg in die heutige Kirche umgewandelt. Am 7. Dezember 1536 wird der erste evangelischer Pfarrer des Orts, Johann Hölzscher, genannt. Während des Dreißigjährigen Kriegs brannte das Kirchenschiff nieder. Erst um 1750 entstand das heutige Kirchenschiff der evangelischen Kirche in Form einer niederhessischen Predigtkirche.